# Europeada 2024
Navigation
Édition précédente Édition suivante

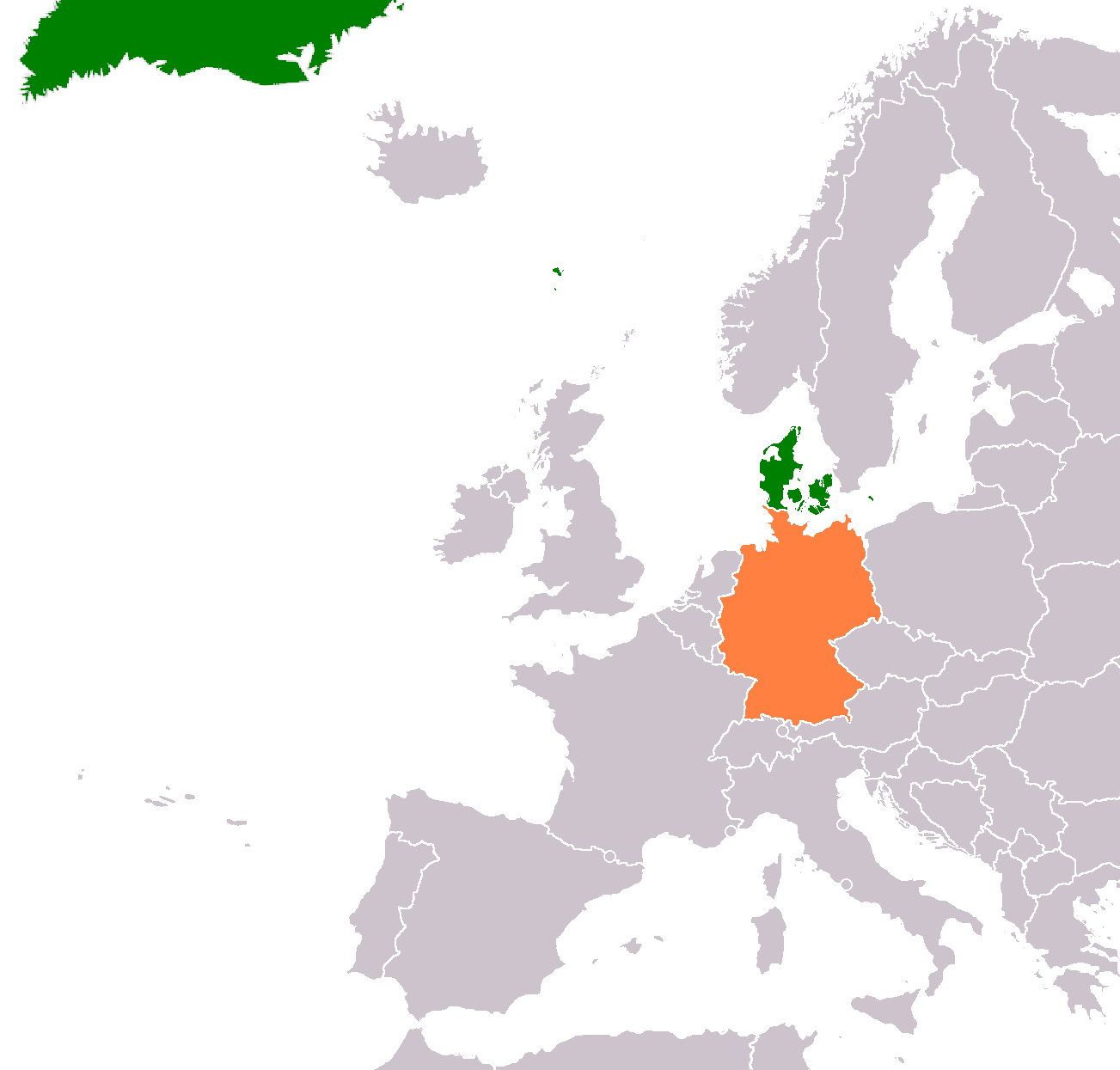
Carte de l'Europe, en vert le Danemark et l'Allemagne en orange.

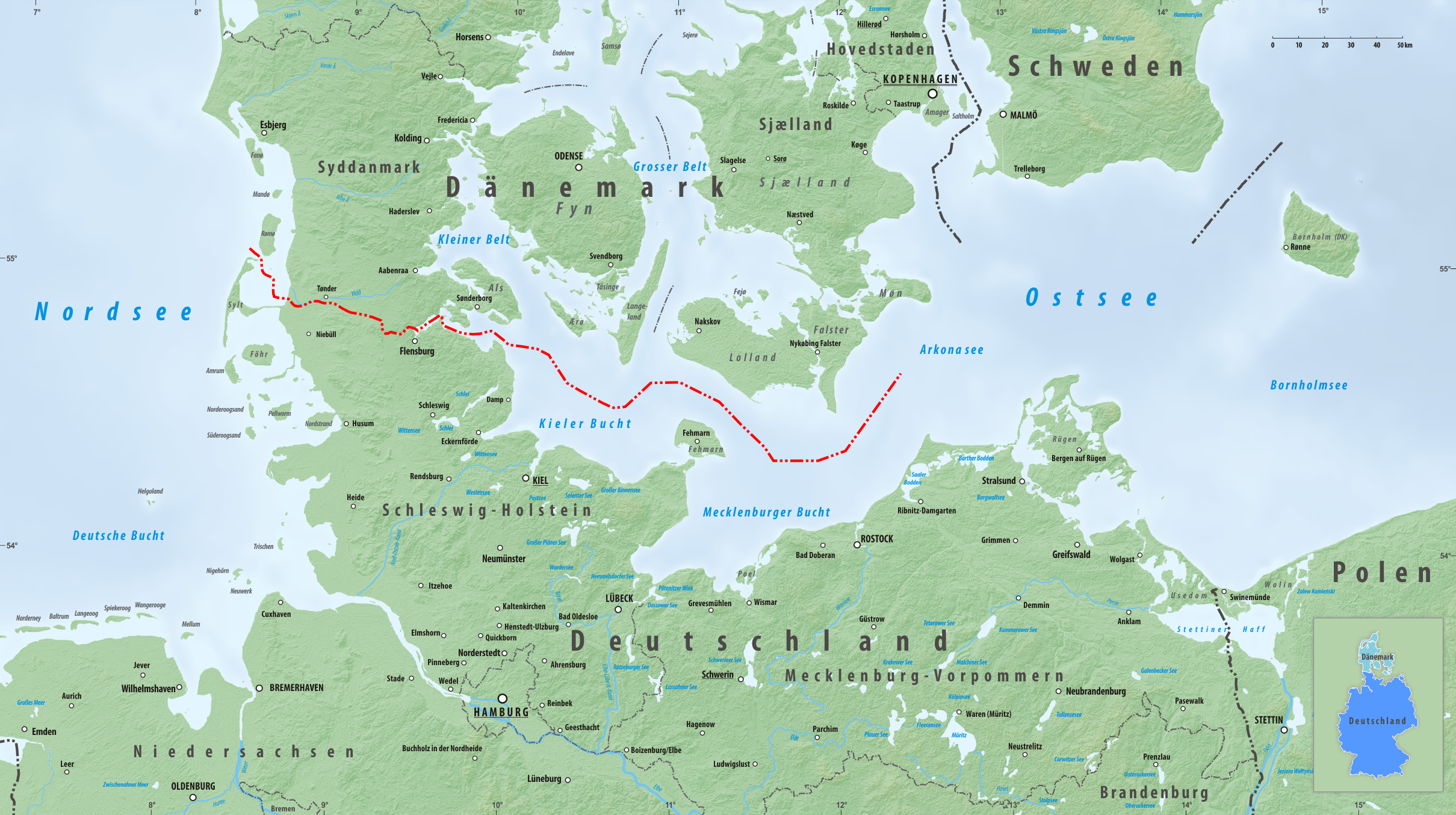
Frontière entre le Danemark et l'Allemagne visible par une ligne rouge.

Le tournoi Europeada 2024 est la 5e édition de la Coupe d'Europe de football regroupant des minorités linguistiques,,. Pour la première fois, la compétition est organisée par deux pays, à savoir le Danemark et l'Allemagne,,. Les matchs se joueront à la frontière Dano-Allemande dans la partie du Schleswig du Nord (Danemark) et le Schleswig du Sud (Allemagne),,,,,,,,.
Pour la première fois, la sélection des Frioulans remporte le tournoi masculin de l'Europeada contre l'Occitanie sur un score de 2 à 0. La sélection féminine du Tyrol du Sud remporte pour la deuxième fois le tournoi féminin en battant Frise-du-Nord sur un score de 11 à 1,,,,.
Letirage au sort a lieu le 10 décembre 2023 à Haderslev, au Danemark,,,.
Le 24 mai 2024 à Copenhague, l'ancien professionnel de Bundesliga, joueur national et ambassadeur de football du ministère des Affaires étrangères, Thomas Hitzlsperger, s'est rendu au Danemark à l'occasion du Championnat d'Europe de football de l'été 2024. Les responsables d'Europeada ont eu l'occasion de présenter les Championnats d'Europe minoritaires qui se déroulaient au même moment.
Slogan: La devise a déjà été décidée : « Entre les mers », car la frontière germano-danoise est encadrée par la mer du Nord et la mer Baltique,,.
Historique : En 1864, à la suite de la guerre des Duchés (seconde guerre prusso-danoise), le territoire de Jutland du Sud avait été annexé à la Prusse et en tant que tel inclus dans la Confédération de l'Allemagne du Nord puis, à partir de 1871, dans l’Empire allemand. Le territoire fut rendu au Danemark le 15 juin 1920, après un référendum sans appel. Ce fut le seul transfert de territoire consécutif à la Première Guerre mondiale que les nazis ne tentèrent pas d'annuler. Le tournoi fête également le 103e anniversaire de la frontière germano-danoise. De nos jours, d'importantes populations minoritaires vivent des deux côtés de la frontière. Les Allemands du Schleswig du Nord au Danemark et les Danois d'Allemagne du land de Schleswig-Holstein.

## Villes et stades
| Villes         | Stades                     |
| -------------- | -------------------------- |
| Allemagne      |                            |
| Flensbourg     | Flensborg Engelsby-Centret |
| Flensbourg     | Flensborg Idraetsparken    |
| Flensbourg     | Manfred-Werner-Stadion     |
| Harrislee      | Harreslev                  |
| Schleswig      | Slesvig                    |
| Eckernförde    | Egernforde                 |
| Tönning        | Taning                     |
| Bredstedt      | Braist                     |
| Niebüll        | Naibel                     |
| Risum-Lindholm | Risem-Loonham              |
| Danemark       |                            |
| Åbenrå         | Apenrade                   |
| Kruså          | Krusau                     |
| Sønderborg     | Sonderburg                 |
| Tønder         | Tondern                    |

## Aspects socio-économiques

### Sponsors, partenaires et parrainages
Sponsors
- Union-Bank (de)
- Flensburger Brauerei

Partenaires
- Åbenrå
- Haderslev
- Tønder
- Danemark du Sud
- Naturgeflüster
- Na Logo
- hpo Steuerberater
- Fondation Gábor Bethlen
- Sydslesvigudvalget (da)
- Strandet (entreprise danoise), cette société permet de créer quelque chose de nouveau à partir de déchets plastiques. Les déchets collectés seront utilisés pour créer les médailles de l'Europeada 2024[29]
- Ministère fédéral de l'Intérieur (Allemagne)

Parrainages et ambassadeur
- Le vice-chancelier allemand Robert Habeck et Stephanie Lose ministre des Affaires économiques danoise par intérim assumeront le parrainage de la compétition[30],[31],[32],[33],[34]. Mads Buttgereit entraîneur adjoint de l'équipe nationale allemande sera l'ambassadeur de l'Europeada 2024[35],[36],[37],[38].

### Dotations financières
Le 25 octobre 2023, le Bundestag allemand a décidé de soutenir la cinquième édition de l'Europeada, une commission du budget du Bundestag allemand a accepté de financer l'Europeada 2024 à hauteur de 250 000 euros,.
Le 20 décembre 2023, la commission Sydslesvig du Folketing (Parlement danois) a accordé un financement de projet de 1 119 000 DKK (un peu plus de 150 000 euros).
Le 12 janvier 2014, la région du Danemark du Sud a décidé de soutenir des projets culturels avec l'argent du pool culturel de la région du Danemark du Sud. L'Europeada 2024 a notamment reçu une subvention de 291 250 DKK (un peu plus de 39 000 euros).
La ville de Flensbourg accorde un financement de 10 000 euros pour la cinquième édition de l'Europeada,.
La Frise-du-Nord offre une subvention de 15 000 euros à l'Europeada.
Les villes de Åbenrå, Haderslev, Sønderborg et Tønder font chacune un don de 75 000 DKK, pour un total de 300 000 DKK soit un peu plus de 40 000 euros,,,. Le 7 juin 2024 à quelques jours du début de la compétition, le gouvernement du Land de Schleswig-Holstein soutient l'Europeada 2024 à hauteur de 150 000 euros.
| Organismes         | Dotations     |
| ------------------ | ------------- |
| Bundestag          | 250 000 €     |
| Schleswig-Holstein | 150 000 €     |
| Frise-du-Nord      | 15 000 €      |
| Flensbourg         | 10 000 €      |
| Folketing          | 1 119 000 DKK |
| Danemark du Sud    | 291 250 DKK   |
| Åbenrå             | 75 000 DKK    |
| Haderslev          | 75 000 DKK    |
| Sønderborg         | 75 000 DKK    |
| Tønder             | 75 000 DKK    |

Le Danemark aura déboursé 228 917,10 euros et l'Allemagne 425 000 euros, pour un total de 653 917,10 euros.

## Tournoi masculin

### Phase de groupes

#### Groupe A
| Équipe        | J | V | N | D | BM | BE | DB  | Pts |
| ------------- | - | - | - | - | -- | -- | --- | --- |
| Occitanie     | 2 | 2 | 0 | 0 | 8  | 0  | +8  | 6   |
| Frise-du-Nord | 2 | 1 | 0 | 1 | 11 | 1  | +10 | 3   |
| Cimbre        | 2 | 0 | 0 | 2 | 0  | 18 | -18 | 0   |

| 30 juin 2024 | Frise-du-Nord                                                                                         | 11 - 0                                                               | Cimbre |  |
|              | Tobias Zuth 7e 28e 81e 87e · Jannik Drews 25e 58e · Lasse Paulsen 40e · Nick Petersen 50e 61e 64e 74e |                                                                      |        |  |
|              | (Rapport)                                                                                             | 44e Ezio Pattanaro · 77e Simone Nicolussi Neff · 90e Alessio Pergher |        |  |

| 1er juillet 2024  | Occitanie | 7 - 0                                         | Cimbre |  |
|                   | Enzo Roig 1re 27e · Jordan Amiel 4e · Nicola Baldessari 10e (csc) · Paul Cantaloube 17e · Pierre Stelmaszyk 67e · Rudy Seghouane 72e |                                               |        |  |
| Theo Bertheas 64e | (Rapport) | 12e Nicola Baldessari · 59e Christian Gomiero |        |  |

| 2 juillet 2024                                                                   | Occitanie               | 1 - 0                                                       | Frise-du-Nord |  |
|                                                                                  | Pierre Stelmaszyk 90+2e |                                                             |               |  |
| Pierre Stelmaszyk 4e · Enzo Roig 40e · Rudy Seghouane 90+4e · Yohan Riga 90+7e · | (Rapport)               | 40e Lasse Böckenholt · 54e Tobias Zuth · 70e Melf Feddersen |               |  |

#### Groupe B
| Équipe                            | J | V | N | D | BM | BE | DB  | Pts |
| --------------------------------- | - | - | - | - | -- | -- | --- | --- |
| Allemands de Pologne              | 3 | 3 | 0 | 0 | 21 | 1  | +20 | 9   |
| Serbes de Lusace                  | 3 | 2 | 0 | 1 | 14 | 5  | +9  | 6   |
| Slovaques et Tchèques de Roumanie | 3 | 1 | 0 | 2 | 7  | 11 | -3  | 3   |
| Roms de Hongrie                   | 3 | 0 | 0 | 3 | 3  | 28 | -25 | 0   |

| 30 juin 2024 | Serbes de Lusace | 9 - 1 | Roms de Hongrie     |  |  |
|              | Leon Scholze 5e 52e · Karl Petrick 9e · Straube 14e · Lucas Lehmann 24e · Emanuel Brühl 68e · Levi Balthasar Schulze 85e · Christian Rinza 88e |       | 57e Claudiu Muntean |  |  |
|              | (Rapport) |       |                     |  |  |

| 30 juin 2024 | Allemands de Pologne                                                                     | 5 - 0 | Slovaques et Tchèques de Roumanie |  |
|              | Sebastian Siwek 29e 52e · Oskar Skrzyniarz 63e · Robert Wolniewicz 73e · Igor Buchta 80e |       |                                   |  |
|              | (Rapport)                                                                                |       |                                   |  |

| 1er juillet 2024    | Allemands de Pologne | 13 - 0 | Roms de Hongrie |  |
|                     | Dominik Budzik 4e 45e · Igor Buchta 15e 34e · David Buceanu 26e (csc) · Jakub Sewerin 36e · Oskar Skrzyniarz 38e 71e · Jakub Pielok 41e · Michal Orzeszyna 44e 54e · Marcin Paszek 61e · Jakub Szczepanik 87e |        |                 |  |
| Miłosz Ćwielong 42e | (Rapport) |        |                 |  |

| 1er juillet 2024 | Serbes de Lusace                                                                   | 4 - 1                                                                            | Slovaques et Tchèques de Roumanie |  |  |
|                  | Patrick Wocko 22e · Christian Rinza 28e · Florian Schulisch 71e · Karl Petrick 73e |                                                                                  | 43e Vlad-Ioan Daiana              |  |  |
|                  | (Rapport)                                                                          | 29e Ioan-Daniel Coriteac · 45e Andrei-Marian Zetocha · 70e Radco-Denis Iabloncic |                                   |  |  |

| 2 juillet 2024 | Roms de Hongrie                        | 2 - 6 | Slovaques et Tchèques de Roumanie                                                                                         |  |  |
|                | Catalin Stanescu 75e · Matei Bumbu 88e |       | 21e 31e Eduard-Ioan Merka · 55e Vlad-Ioan Daiana · 65e Andrei Catalin Hosu · 71e Eronim Hucea · 83e Radco-Denis Iabloncic |  |  |
|                | (Rapport)                              |       | |  |  |

| 2 juillet 2024                                                                   | Serbes de Lusace | 1 - 3                                  | Allemands de Pologne                                           |  |  |
|                                                                                  | Leon Scholze 80e |                                        | 52e Milosz Cwielong · 57e Marcin Paszek · 64e Mateusz Wawoczny |  |  |
| Emanuel Brühl 55e · Straube 56e 84e · Christoph Rettig 62e · Christian Rinza 72e | (Rapport)        | 32e Michał Orzeszyna · 68e Igor Buchta |                                                                |  |  |

#### Groupe C
| Équipe               | J | V | N | D | BM | BE | DB  | Pts |
| -------------------- | - | - | - | - | -- | -- | --- | --- |
| Danois d’Allemagne   | 3 | 3 | 0 | 0 | 15 | 3  | +12 | 9   |
| Aroumains            | 3 | 2 | 0 | 1 | 16 | 5  | +11 | 6   |
| Ladins               | 3 | 1 | 0 | 2 | 5  | 8  | -3  | 3   |
| Bulgares de Roumanie | 3 | 0 | 0 | 3 | 2  | 22 | -20 | 0   |

| 30 juin 2024 | Danois d’Allemagne | 9 - 0                                                                                        | Bulgares de Roumanie |  |
|              | Nicolai Vosgerau 16e · Lukas Larsen 29e 78e · Steffen Eglseder 47e · Luc Justen 48e · Erik Wegner 64e · Elias Kurzbach 70e · Noel Kurzbach 74e · Lars Ole Puttins 85e |                                                                                              |                      |  |
|              | (Rapport) | 52e Rocky Fanel Tranculov · 52e Petru Roncov · 55e Ioan Boboiciov · 58e Roland Mario Tapanov |                      |  |

| 30 juin 2024      | Ladins                   | 1 - 4                                                                | Aroumains                                                                   |  |  |
|                   | Christian Jenegger 90+7e |                                                                      | 43e Cornel Ciobanu · 68e 80e Mihai Babageanu · 82e Dimiciu-Constantin Halep |  |  |
| Matteo Lorenz 23e | (Rapport)                | 28e Dimiciu-Constantin Halep · 34e Cornel Ciobanu · 79e Sterică Bala |                                                                             |  |  |

| 1er juillet 2024                           | Danois d’Allemagne                                  | 3 - 2 | Aroumains                             |  |  |
|                                            | Luc Justen 8e · Erik Wegner 20e · Noel Kurzbach 75e | | 12e Tanase Halep · 34e Cornel Ciobanu |  |  |
| Nicolai Vosgerau 43e · Jesse Siemonsen 48e | (Rapport)                                           | 17e 81e Mihai Zugravu · 23e Ștefan Ianuși · 24e 28e Sterică Bala · 24e 84e Mihai Babageanu · 39e Cornel Ciobanu |                                       |  |  |

| 1er juillet 2024 | Ladins                                                       | 3 - 1                                                              | Bulgares de Roumanie |  |  |
|                  | Alessandro Crepaz 16e · Massimo Lorenz 28e · Mirko Demez 77e |                                                                    | 87e Sebastian Budur  |  |  |
| Mirko Demez 76e  | (Rapport)                                                    | 21e Călin Pavel Uzun · 37e Levente Mihai Ognean · 45e Petru Roncov |                      |  |  |

| 2 juillet 2024   | Aroumains | 10 - 1 | Bulgares de Roumanie |  |  |
|                  | George Damasaru 2e 47e · Razvan Babu 21e · Daniel-Christian Gheorghe 31e · Tanase Halep 36e 90+5e · Dimiciu-Constantin Halep 69e · Dumitru Bangheorghe 71e · Vasile Carabuz 74e | | 55e Sebastian Budur  |  |  |
| Tănase Halep 43e | (Rapport) | 29e Fabian Paul Petcov · 29e Marian Dragan Babuscov · 90e Ion Adrian Iantoc · 90+9e Ioan Boboiciov · 90+9e 99e Călin Pavel Uzun |                      |  |  |

| 2 juillet 2024 | Danois d’Allemagne                              | 3 - 1 | Ladins              |  |  |
|                | Aaron Sinclair Adonaï 11e 39e · Erik Wegner 68e |       | 90e Gabriel Frenner |  |  |
|                | (Rapport)                                       |       |                     |  |  |

#### Groupe D
| Équipe                        | J | V | N | D | BM | BE | DB  | Pts |
| ----------------------------- | - | - | - | - | -- | -- | --- | --- |
| Frioulans                     | 3 | 3 | 0 | 0 | 16 | 6  | +10 | 9   |
| Hongrois de Roumanie          | 3 | 2 | 0 | 1 | 7  | 7  | 0   | 6   |
| Minorité allemande de Hongrie | 3 | 1 | 0 | 2 | 7  | 12 | -5  | 3   |
| Minorité slovène en Italie    | 3 | 0 | 0 | 3 | 4  | 9  | -5  | 0   |

| 30 juin 2024 | Minorité slovène en Italie | 2 - 4 | Frioulans                                                                                         |  |  |
| | Alessio Codromaz 13e 47e   | | 56e Andrea Osso-Armellino · 59e (csc) Alessio Codromaz · 76e Francesco Costa · 90+8e Enrico Ruffo |  |  |
| Mattia Codromaz 30e · Alessio Codromaz 33e · Daniel Liut 38e · Stefano Simeoni 40e · Daniele Bigaj 48e 96e · Mattia Razem | (Rapport)                  | 31e Mattia Durat · 35e Mattia Solari · 40e Omar Clarini D'Angelo · 49e Antonio Cucchiaro · 61e Andrea Osso-Armellino · 78e Luca Trevisan · 47e Mattia Razem |                                                                                                   |  |  |

| 30 juin 2024   | Minorité allemande de Hongrie | 2 - 3                                             | Hongrois de Roumanie                                               |  |  |
|                | Benedek Kása 5e 35e           |                                                   | 55e Botond-László Veress · 59e Tihamér Kovács · 76e Robert Gergely |  |  |
| Márk Makai 30e | (Rapport)                     | 30e Szabolcs-Roland Vajna · 43e Ferencz Solymosan |                                                                    |  |  |

| 1er juillet 2024                                                                  | Minorité slovène en Italie | 1 - 2 | Minorité allemande de Hongrie      |  |  |
|                                                                                   | Mattia Gotter 16e          | | 33e Adam Szakszon · 74e Mark Makai |  |  |
| Mattia Gotter 40e · Luca Paravan 57e · Mattia Codromaz 88e 93e · Martin Juren 91e | (Rapport)                  | 41e Máté Temesvári · 51e Gábor Törteli · 71e Kristóf Hazenauer · 76e Csaba Frőhlich · 81e Máté Klencsák · 82e Benedek Kása · 92e Ádám Szakszon |                                    |  |  |

| 1er juillet 2024        | Hongrois de Roumanie | 1 - 4                | Frioulans                                                        |  |  |
|                         | Géza Szabo 56e       |                      | 45e Enrico Ruffo · 67e 90e Francesco Costa · 75e Mattia Specogna |  |  |
| Oszkár Dobos-Bartha 78e | (Rapport)            | 31e Campana Leonardo |                                                                  |  |  |

| 2 juillet 2024                                                                                    | Minorité slovène en Italie | 1 - 3                                                       | Hongrois de Roumanie             |  |  |
|                                                                                                   | Martin Juren 41e           |                                                             | 6e 57e 89e Zsolt-Valentin Hendre |  |  |
| Mattia Gotter 28e · Daniel Liut 45e · Samuel Ferluga 87e · Stefano Simeoni 90e · Juri Ocretti 91e | (Rapport)                  | 19e Roland Crisan · 37e Robert Gergely · 72e Tihamér Kovács |                                  |  |  |

| 2 juillet 2024 | Minorité allemande de Hongrie                              | 3 - 8               | Frioulans |  |  |
| | Daniel Udvardi 22e · Benedek Kasa 56e · Maté Temesvari 80e |                     | 1re 11e 13e Francesco Costa · 5e Simone Lizzi · 17e Davide Tosolini · 44e Luca Vettoretto · 52e Mattia Solari · 67e Campana Leonardo |  |  |
| Máté Klencsák 43e · Kristóf Hazenauer 48e · Zoltán Czigler 57e · Máté Temesvári 64e · Dániel Udvardi 72e · Zsolt Dr. Wieland 77e · Ádám Szakszon 87e | (Rapport)                                                  | 59e Davide Tosolini | |  |  |

#### Groupe E
| Équipe                | J | V | N | D | BM | BE | DB  | Pts |
| --------------------- | - | - | - | - | -- | -- | --- | --- |
| Tyrol du Sud          | 2 | 2 | 0 | 0 | 13 | 1  | +12 | 6   |
| Ligue romanche        | 2 | 0 | 1 | 1 | 1  | 6  | -5  | 1   |
| Allemands du Danemark | 2 | 0 | 1 | 1 | 0  | 7  | -7  | 1   |

| 30 juin 2024                            | Allemands du Danemark | 0 - 0           | Ligue romanche |  |  |
|                                         |                       |                 |                |  |  |
| Jonas Iversen 39e · Mathias Thomsen 76e | (Rapport)             | 92e Andri Bundi |                |  |  |

| 1er juillet 2024 | Tyrol du Sud | 7 - 0 | Allemands du Danemark |  |
|                  | Jonas Clementi 10e 32e 48e · Mathias Thomsen 27e (csc) · Alex Pfitscher 53e · Martin Ritsch 57e · Thomas Piffrader 60e |       |                       |  |
|                  | (Rapport) |       |                       |  |

| 2 juillet 2024                     | Tyrol du Sud | 6 - 1                                                    | Ligue romanche |  |  |
|                                    | Alex Pfitscher 9e · Oliver Rohrer 33e · Martin Ritsch 45e · Jonas Clementi 49e · Michael Bacher 65e · Dennis Nagler 82e |                                                          | 20e Gian Sgier |  |  |
| Dennis Nagler 81e · Olaf Stark 84e | (Rapport) | 30e Mathias Flepp · 39e Daniel Pfister · 44e Andri Sgier |                |  |  |

#### Groupe F
| Équipe                | J | V | N | D | BM | BE | DB | Pts |
| --------------------- | - | - | - | - | -- | -- | -- | --- |
| Slovènes de Carinthie | 2 | 2 | 0 | 0 | 4  | 1  | +3 | 6   |
| Croates du Burgenland | 2 | 1 | 0 | 1 | 2  | 1  | +1 | 3   |
| Allemands en Tchéquie | 2 | 0 | 0 | 2 | 1  | 5  | -4 | 0   |

| 30 juin 2024                                                                        | Slovènes de Carinthie                         | 3 - 1                                  | Allemands en Tchéquie |  |  |
|                                                                                     | David Smrtnik 18e 59e · Fabijan-Rio Igerc 67e |                                        | 35e Lukas Marcelis    |  |  |
| Samuel Hoffmann 35e · Marjan Ogris-Martič 71e · Mathias Müller 80e · Nicola Mak 94e | (Rapport)                                     | 17e Daniel Kašubjak · 71e Matěj Drtina |                       |  |  |

| 1er juillet 2024 | Slovènes de Carinthie | 1 - 0                    | Croates du Burgenland |  |
|                  | Fabijan-Rio Igerc 72e |                          |                       |  |
|                  | (Rapport)             | 79e Franz Paul Jagschitz |                       |  |

| 2 juillet 2024                                                                   | Croates du Burgenland | 2 - 0                                  | Allemands en Tchéquie |  |
|                                                                                  | Elijah Cernut 49e 74e |                                        |                       |  |
| Franz Paul Jagschitz 36e · Marco Laubner 63e · Jakob Szorger 66e · Kovar Joy 86e | (Rapport)             | 30e Denis Maršálek · 66e Nicolas Kubiš |                       |  |

#### Groupe G
| Équipe                       | J | V | N | D | BM | BE | DB  | Pts |
| ---------------------------- | - | - | - | - | -- | -- | --- | --- |
| Serbes de Croatie            | 2 | 2 | 0 | 0 | 26 | 1  | +25 | 6   |
| Minorité slovaque de Hongrie | 2 | 1 | 0 | 1 | 29 | 2  | +27 | 3   |
| FC Pomaks                    | 2 | 0 | 0 | 2 | 0  | 52 | -52 | 0   |

| 30 juin 2024 | Serbes de Croatie | 24 - 0 | FC Pomaks |  |
|              | Dragan Dolic 1re · Nikola Nesic 3e 8e 14e 21e 28e · Milos Mirosavljevic 29e · Srdan Milovanovic 33e · Nebojsa Popovic 40e 44e 46e 49e 80e 82e 84e 89e · Vukan Rakic 52e 55e 61e 64e · Mihailo Zekic 66e 72e 76e · Marko Maksimovic 79e |        |           |  |
|              | (Rapport) |        |           |  |

| 1er juillet 2024                      | Minorité slovaque de Hongrie | 28 - 0 | FC Pomaks |  |
|                                       | Norbert Kriska 2e 11e 24e 33e 45e 47e 55e 59e 60e 63e 69e 83e 85e · Maté Isaszegi 12e 54e 61e 65e · Deniel Zima 16e 23e · Robert Furar 27e 51e 53e 78e · Maté Mészaros 39e · Daniel Poljak 44e 82e · Bence Isaszegi 80e |        |           |  |
| Péter Pecznik 48e · Dániel Poljak 89e | (Rapport) |        |           |  |

| 2 juillet 2024 | Serbes de Croatie                       | 2 - 1 | Minorité slovaque de Hongrie |  |  |
|                | Nebojsa Popovic 46e · Marko Jelecki 90e | | 30e Norbert Kriska           |  |  |
|                | (Rapport)                               | 16e Bence Buzai · 25e Dániel Zima · 27e 45e Norbert Kriska · 48e Péter Pecznik · 64e Bence Isaszegi · 70e Asztalos Balázs · 84e Máté Isaszegi · 90e 90e Tamás Ondrejó |                              |  |  |

### Phase à élimination directe

#### Tableau final
|  | Quarts de finale             | Quarts de finale      |                    |                    | Demi-finales           | Demi-finales           |   |  | Finale                | Finale            |
|  | Quarts de finale             | Quarts de finale      |                    |                    | Demi-finales           | Demi-finales           |   |  | Finale                | Finale            |
|  |                              |                       |                    |                    |                        |                        |   |  |                       |                   |
|  | 4 juillet / ville            | 4 juillet / ville     |                    |                    | 5 juillet / ville      | 5 juillet / ville      |   |  | 6 juillet / ville     | 6 juillet / ville |
|  | 4 juillet / ville            | 4 juillet / ville     |                    |                    | 5 juillet / ville      | 5 juillet / ville      |   |  | 6 juillet / ville     | 6 juillet / ville |
|  | Occitanie                    | 0 (5)                 |                    |                    | 5 juillet / ville      | 5 juillet / ville      |   |  | 6 juillet / ville     | 6 juillet / ville |
|  | Occitanie                    | 0 (5)                 |                    |                    | 5 juillet / ville      | 5 juillet / ville      |   |  | 6 juillet / ville     | 6 juillet / ville |
|  | Minorité slovaque de Hongrie | 0 (4)                 |                    |                    | 5 juillet / ville      | 5 juillet / ville      |   |  | 6 juillet / ville     | 6 juillet / ville |
|  | Minorité slovaque de Hongrie | 0 (4)                 | Occitanie          | 4                  |                        |                        |   |  | 6 juillet / ville     | 6 juillet / ville |
|  | 4 juillet / ville            |                       | Occitanie          | 4                  |                        |                        |   |  | 6 juillet / ville     | 6 juillet / ville |
|  |                              | Slovènes de Carinthie | 0                  |                    |                        |                        |   |  | 6 juillet / ville     | 6 juillet / ville |
|  | Tyrol du Sud                 | Slovènes de Carinthie | 0                  | 0 (5)              |                        |                        |   |  | 6 juillet / ville     | 6 juillet / ville |
|  | Tyrol du Sud                 |                       |                    | 0 (5)              |                        |                        |   |  | 6 juillet / ville     | 6 juillet / ville |
|  | Slovènes de Carinthie        | 0 (6)                 |                    |                    |                        |                        |   |  | 6 juillet / ville     | 6 juillet / ville |
|  | Slovènes de Carinthie        | 0 (6)                 | Occitanie          | 0                  |                        |                        |   |  |                       |                   |
|  | 4 juillet / ville            |                       | Occitanie          | 0                  |                        |                        |   |  |                       |                   |
|  |                              | Frioulans             | 2                  |                    |                        |                        |   |  |                       |                   |
|  | Serbes de Croatie            | Frioulans             | 2                  | 1                  |                        |                        |   |  |                       |                   |
|  | Serbes de Croatie            | 5 juillet / ville     |                    | 1                  |                        |                        |   |  |                       |                   |
|  | Danois d’Allemagne           | 2                     |                    |                    |                        |                        |   |  |                       |                   |
|  | Danois d’Allemagne           | 2                     | Danois d’Allemagne | 0                  |                        |                        |   |  |                       |                   |
|  | 4 juillet / ville            | 4 juillet / ville     | Danois d’Allemagne | 0                  | Match pour la 3e place | Match pour la 3e place |   |  |                       |                   |
|  | 4 juillet / ville            | 4 juillet / ville     |                    | Frioulans          | Match pour la 3e place | Match pour la 3e place | 3 |  |                       |                   |
|  | Frioulans                    | 2                     | 5 juillet / ville  | 5 juillet / ville  |                        |                        | 3 |  |                       |                   |
|  | Frioulans                    | 2                     | 5 juillet / ville  | 5 juillet / ville  |                        |                        |   |  |                       |                   |
|  | Allemands de Pologne         | 1                     |                    | Danois d’Allemagne | X                      |                        |   |  |                       |                   |
|  | Allemands de Pologne         | 1                     |                    | Danois d’Allemagne | X                      |                        |   |  |                       |                   |
|  |                              |                       |                    |                    |                        |                        |   |  | Slovènes de Carinthie | X                 |
|  |                              |                       |                    |                    |                        |                        |   |  | Slovènes de Carinthie | X                 |

#### Quart de finale
| 4 juillet 2024                                                                      | Occitanie         | 0 - 0                                                          | Minorité slovaque de Hongrie |  |  |
|                                                                                     |                   |                                                                |                              |  |  |
| Enzo Roig 63e                                                                       | (Rapport)         | 56e 63e Bence Isaszegi · 83e Bence Buzai · 88e Dániel Poljak · |                              |  |  |
| Pierre Stelmaszyk · Romain Once · Hernandez Ronan · Benjamin Marin · Vincent Dupuis | Tirs au but 5 - 4 | Marko Pilan · Robert Furar · Maté Mészaros · Daniel Zima       |                              |  |  |

| 4 juillet 2024                                                                                  | Tyrol du Sud      | 0 - 0                                                                                          | Slovènes de Carinthie |  |  |
|                                                                                                 |                   |                                                                                                |                       |  |  |
| Thomas Piffrader 45e · Phillipp Rabensteiner 65e · Fabian Menghin 70e · Manuel Wachtler 82e 97e | (Rapport)         | 90+1e Mathias Müller · 90+9e Filip Oraže ·                                                     |                       |  |  |
| Martin Ritsch · Alex Pfitscher · Phillipp Rabensteiner · Oliver Rohrer · Hannes Ohnewein        | Tirs au but 5 - 6 | Samuel Hoffmann · Miran Smrtnik · Florian Verdel · Roman Sadnek · Mathias Müller · Filip Oraze |                       |  |  |

| 4 juillet 2024 | Serbes de Croatie | 1 - 2                                                           | Danois d’Allemagne                   |  |  |
| | Mihailo Zekic 86e |                                                                 | 66e Jesse Siemonsen · 71e Luc Justen |  |  |
| Stefan Bingulac 16e 82e · Nebojša Popović 26e · Aleksandar Ivošević 28e · Marko Maksimović 64e · Branko Kostić 75e · Marko Jelečki 82e 82e | (Rapport)         | 49e Erik Wegner · 79e Aaron Sinclair Adonaï · 88e Morten Wegner |                                      |  |  |

| 4 juillet 2024                                                           | Frioulans                                         | 2 - 1           | Allemands de Pologne |  |  |
|                                                                          | Omar Clarini D'Angelo 58e · Nagostinis Morris 84e |                 | 88e Jakub Pielok     |  |  |
| Enrico Ruffo 71e · Andrea Osso-Armellino 75e · Omar Clarini D'Angelo 81e | (Rapport)                                         | 24e Igor Buchta |                      |  |  |

#### Demi-finale
| 5 juillet 2024        | Occitanie                                                                                | 4 - 0                                       | Slovènes de Carinthie |  |
|                       | Pierre Stelmaszyk 44e · Rudy Seghouane 50e · Hernandez Ronan 58e · Paul Cantaloube 90+5e |                                             |                       |  |
| Pierre Stelmaszyk 75e | (Rapport)                                                                                | 75e Marjan Ogris-Martič · 82e David Smrtnik |                       |  |

| 5 juillet 2024      | Danois d’Allemagne | 0 - 3                                        | Frioulans                                                  |  |
|                     |                    |                                              | 15e Luca Lascala · 82e Campana Leonardo · 85e Enrico Ruffo |  |
| Jesse Siemonsen 19e | (Rapport)          | 38e Simone Lizzi · 63e Andrea Osso-Armellino |                                                            |  |

#### Finale
| 6 juillet 2022                                                                                           | Occitanie | 0 - 2                                                          | Frioulans                                | Flensburg (Weiche)                                                                         |                                                                                            |
| |           |                                                                | 53e Nicola Tonizzo · 81e Francesco Costa | Spectateurs : 800 Arbitrage : Jean-Pierre Lennart, Daniel Feil, Lutz Jessen, Sascha Fricke | Spectateurs : 800 Arbitrage : Jean-Pierre Lennart, Daniel Feil, Lutz Jessen, Sascha Fricke |
| Hernandez Ronan 32e · Pierre Stelmaszyk 56e · Dylan Anger 83e · Paul Cantaloube 88e · Rudy Seghouane 98e | (Rapport) | 9e Mattia Specogna · 88e Campana Leonardo · 90+7e Luca Lascala |                                          | Spectateurs : 800 Arbitrage : Jean-Pierre Lennart, Daniel Feil, Lutz Jessen, Sascha Fricke | Spectateurs : 800 Arbitrage : Jean-Pierre Lennart, Daniel Feil, Lutz Jessen, Sascha Fricke |

| Champion Europeada 2024 |
| ----------------------- |
| Frioulans Premier titre |

### Classement masculin par tour

#### Premier tour
| 4 juillet 2024                                                                                | Frise-du-Nord     | 0 - 0                                                                                    | Croates du Burgenland |  |  |
|                                                                                               |                   |                                                                                          |                       |  |  |
|                                                                                               | (Rapport)         |                                                                                          |                       |  |  |
| Tobias Zuth · Jannik Drews · Morten Hoefer · Janne Petersen · Jorge Hansen · Jannik Danielsen | Tirs au but 6 - 5 | Lukas Stahleder · Tobias Szaffich · Franz Paul Jagschitz · Martin Kremsner · Markus Mork |                       |  |  |

| 4 juillet 2024 | Aroumains        | 1 - 0 | Serbes de Lusace |  |
|                | Tanase Halep 22e |       |                  |  |
|                | (Rapport)        |       |                  |  |

| 4 juillet 2024 | Allemands en Tchéquie                                                                                       | 8 - 0 | Ligue romanche |  |
|                | Simon Sticha 11e · Lukas Marcelis 18e · Jan Formandl 19e 26e 27e · Nicolas Kubiš 21e · Jakub Spurny 50e 53e |       |                |  |
|                | (Rapport)                                                                                                   |       |                |  |

| 4 juillet 2024 | Hongrois de Roumanie                                                     | 3 - 0             | Allemands du Danemark |  |
|                | Zsolt-Valentin Hendre 24e · Nimrod-Norbert Toth 42e · Atilla Muresan 60e |                   |                       |  |
|                | (Rapport)                                                                | 57e Jonas Iversen |                       |  |

| 4 juillet 2024 | Ladins                                                          | 5 - 0                 | Cimbre |  |
|                | Matteo Lorenz 29e · Antonio Volino 33e 42e 52e · Marc Insam 38e |                       |        |  |
|                | (Rapport)                                                       | 47e Christian Gomiero |        |  |

| 4 juillet 2024                             | Minorité allemande de Hongrie                         | 3 - 3 | Slovaques et Tchèques de Roumanie                |  |  |
|                                            | Benedek Kasa 5e · Mark Makai 37e · Daniel Udvardi 61e | | 34e 41e Eduard-Ioan Merka · 60e Vlad-Ioan Daiana |  |  |
| Dávid Klencsák 49e · Kristóf Hazenauer 56e | (Rapport)                                             | 32e Eduard-Ioan Merka · 45e 60e Vlad-Ioan Daiana · 46e Andrei Cătălin Hosu · 49e Radco-Denis Iabloncic · 58e Forin-George Mintaș · |                                                  |  |  |
| Benedek Kasa · Mark Makai · Daniel Udvardi | Tirs au but 3 - 5                                     | Bogdan-Florin Iova · Eduard-Ioan Merka · Ioan-Daniel Coriteac · Radco-Denis Iabloncic · Forin-George Mintas                        |                                                  |  |  |

| 4 juillet 2024 | Minorité slovène en Italie | X - X |  |  |  |
|                |                            |       |  |  |  |
|                | [ (Rapport)]               |       |  |  |  |

| 4 juillet 2024 | Bulgares de Roumanie                                  | 2 - 0            | Roms de Hongrie |  |
|                | Roland Mario Tapanov 19e · Marian Dragan Babuscov 29e |                  |                 |  |
|                | (Rapport)                                             | 49e Marian Pavel |                 |  |

#### Second tour
| 5 juillet 2024 | Tyrol du Sud                              | 2 - 0 | Minorité slovaque de Hongrie |  |
|                | Stefan Frotscher 17e · Jonas Clementi 32e |       |                              |  |
|                | (Rapport)                                 |       |                              |  |

| 5 juillet 2024 | Allemands de Pologne                 | 2 - 0 | Serbes de Croatie |  |
|                | Konrad Pipia 14e · Marcin Paszek 28e |       |                   |  |
|                | (Rapport)                            |       |                   |  |

| 5 juillet 2024                                                            | Tyrol du Sud      | 0 - 0                                      | Allemands de Pologne |  |  |
|                                                                           |                   |                                            |                      |  |  |
|                                                                           | (Rapport)         |                                            |                      |  |  |
| Martin Ritsch · Michael Oberhollenzer · Fabian Menghin · Thomas Piffrader | Tirs au but 4 - 3 | Marcin Paszek · Jakub Pielok · Igor Buchta |                      |  |  |

| 5 juillet 2024                                                                        | Minorité slovaque de Hongrie | 0 - 0                                                          | Serbes de Croatie |  |  |
|                                                                                       |                              |                                                                |                   |  |  |
|                                                                                       | (Rapport)                    |                                                                |                   |  |  |
| Maté Mészaros · Markó Pilan · Robert Furar · Pal Zelman · Gergo Ondrejo · Daniel Zima | Tirs au but 6 - 4            | Mihailo Zekic · Stefan Bingulac · Dejan Veijic · Mihailo Zekic |                   |  |  |

| 5 juillet 2024 | Frise-du-Nord                                                                               | 5 - 0 | Aroumains |  |
|                | Henrik Moellgaard 20e 42e · Christoph Dethlefsen 23e · Morten Hoefer 34e · Marvin Bruhn 45e |       |           |  |
|                | (Rapport)                                                                                   |       |           |  |

| 5 juillet 2024 | Serbes de Lusace                                                | 4 - 2 | Croates du Burgenland                            |  |  |
|                | Leon Scholze 15e 31e · Straube 37e · Levi Balthasar Schulze 66e |       | 34e Lorenz Rudolf Kerstinger · 43e Marco Laubner |  |  |
|                | (Rapport)                                                       |       |                                                  |  |  |

| 5 juillet 2024                    | Hongrois de Roumanie                                              | 3 - 1                                                     | Allemands en Tchéquie |  |  |
|                                   | Marton Fekete 16e · Roland Crisan 37e · Zsolt-Valentin Hendre 42e |                                                           | 73e Josef Petrous     |  |  |
| Dávid Kacsó 33e · Hunor Becze 51e | (Rapport)                                                         | 15e Tomáš Votruba · 31e Janis Berberi · 51e Josef Petrouš |                       |  |  |

| 5 juillet 2024 | Ligue romanche                             | 2 - 1 | Allemands du Danemark |  |  |
|                | Severin Bonolini 25e · Theo Muus Meyer 53e |       | 35e Luca Michael      |  |  |
|                | (Rapport)                                  |       |                       |  |  |

#### Troisième tour
| 5 juillet 2024                             | Ladins                                                         | 3 - 0 | Slovaques et Tchèques de Roumanie |  |
|                                            | Alessandro Crepaz 8e · Antonio Volino 48e · Massimo Lorenz 54e | |                                   |  |
| Sebastiano Rasom 28e · Michele Petrone 39e | (Rapport)                                                      | 7e 18e Patrik-Iaroslav Iabloncic · 24e Andrei Cătălin Hosu · 57e 62e Forin-George Mintaș · 61e 61e Radco-Denis Iabloncic |                                   |  |

| 5 juillet 2024 | Minorité allemande de Hongrie                                          | 7 - 3 | Cimbre                                              |  |  |
|                | Ferenc Cseke 10e 52e · Mark Makai 14e 38e 43e · Dániel Udvardi 18e 33e |       | 34e 51e Rudy Nicolussi Neff · 46e Nicola Baldessari |  |  |
|                | (Rapport)                                                              |       |                                                     |  |  |

| 5 juillet 2024       | Minorité slovène en Italie | 1 - 0                      | Bulgares de Roumanie |  |
|                      | Denis Pitacco 57e          |                            |                      |  |
| Alessio Codromaz 38e | (Rapport)                  | 27e Marian Dragan Babuscov |                      |  |

| 5 juillet 2024 | Roms de Hongrie | X - X |  |  |  |
|                |                 |       |  |  |  |
|                | [ (Rapport)]    |       |  |  |  |

## Tournoi féminin

### Phase de groupes

#### Groupe X
| Équipe                | J | V | N | D | BM | BE | DB  | Pts |
| --------------------- | - | - | - | - | -- | -- | --- | --- |
| Slovènes de Carinthie | 2 | 2 | 0 | 0 | 7  | 1  | +6  | 6   |
| Frise-du-Nord         | 2 | 1 | 0 | 1 | 8  | 3  | +5  | 3   |
| Ligue romanche        | 2 | 0 | 0 | 2 | 1  | 12 | -11 | 0   |

| 30 juin 2024   | Frise-du-Nord | 7 - 1 | Ligue romanche                    |  |  |
|                | Fabiola Vincenz 23e (csc) · Luca Sophie Andresen 41e · Suna-Marie Lelonek 45+2e 51e · Ilca Ruppertz 47e · Aileen Tobiesen 54e · Mara Neumann 79e |       | 8e Prestbakmo Jinnegren Tuva Mari |  |  |
| Lena Engel 69e | (Rapport) |       |                                   |  |  |

| 1er juillet 2024 | Slovènes de Carinthie                                                        | 5 - 0 | Ligue romanche |  |
|                  | Alena Wieser 5e · Samira Gratz 10e 14e · Celine Arthofer 21e · Julia Mak 48e |       |                |  |
|                  | (Rapport)                                                                    |       |                |  |

| 2 juillet 2024      | Slovènes de Carinthie                 | 2 - 1                                    | Frise-du-Nord          |  |  |
|                     | Alena Wieser 30e · Alissa Lamzari 87e |                                          | 12e Suna-Marie Lelonek |  |  |
| Celine Arthofer 39e | (Rapport)                             | 77e Lisa Christiansen · 79e Nicole Ebsen |                        |  |  |

#### Groupe Y
| Équipe                 | J | V | N | D | BM | BE | DB  | Pts |
| ---------------------- | - | - | - | - | -- | -- | --- | --- |
| Tyrol du Sud           | 2 | 2 | 0 | 0 | 16 | 1  | +15 | 6   |
| Allemands du Danemark, | 2 | 0 | 1 | 1 | 3  | 8  | -5  | 0   |
| Allemands de Pologne   | 2 | 0 | 1 | 1 | 2  | 12 | -10 | 0   |

| 30 juin 2024 | Tyrol du Sud                                                             | 6 - 1 | Allemands du Danemark |  |  |
|              | Hannah Bielak 4e 16e · Stefanie Reiner 17e 31e 35e · Melanie Markart 41e |       | 72e Elena Deiß        |  |  |
|              | (Rapport)                                                                |       |                       |  |  |

| 1er juillet 2024 | Tyrol du Sud | 10 - 0               | Allemands de Pologne |  |
|                  | Sonja Kiem 13e · Alexandra Stockner 19e 33e 45+2e · Jana Zipperle 22e 40e · Hannah Bielak 34e · Anna Katharina Peer 41e 71e · Eyke Kofler Margesin 56e |                      |                      |  |
|                  | (Rapport) | 90+2e Dorota Burdzik |                      |  |

| 2 juillet 2024 | Allemands du Danemark         | 2 - 2 | Allemands de Pologne                    |  |  |
|                | Rikke Sylvest Bøtther 52e 66e |       | 28e Natalia Klyszcz · 61e Paulina Halko |  |  |
|                | (Rapport)                     |       |                                         |  |  |

#### Groupe Z
| Équipe              | J | V | N | D | BM | BE | DB | Pts |
| ------------------- | - | - | - | - | -- | -- | -- | --- |
| Danois d’Allemagne, | 2 | 2 | 0 | 0 | 9  | 3  | +6 | 6   |
| Sorabes             | 2 | 1 | 0 | 1 | 3  | 7  | -4 | 3   |
| Ladins              | 2 | 0 | 0 | 2 | 3  | 5  | -2 | 0   |

| 30 juin 2024         | Danois d’Allemagne                                                       | 6 - 1               | Sorabes             |  |  |
|                      | Emma Marie Jensen 22e 41e 68e · Emma Ballay 52e 76e · Jorina Günther 88e |                     | 10e Lavinia Frenzel |  |  |
| Kira N. Bouffier 60e | (Rapport)                                                                | 82e Johanna Wessela |                     |  |  |

| 1er juillet 2024 | Ladins             | 1 - 2 | Sorabes                 |  |  |
|                  | Tamara Moroder 10e |       | 30e 84e Lavinia Frenzel |  |  |
|                  | (Rapport)          |       |                         |  |  |

| 2 juillet 2024      | Ladins                                   | 2 - 3 | Danois d’Allemagne                                        |  |  |
|                     | Carolina Chizzali 66e · Chiara Lezuo 80e |       | 18e Emma Ballay · 39e (csc) Joy Senoner · 77e Leonie Hinz |  |  |
| Laura Di Genova 50e | (Rapport)                                |       |                                                           |  |  |

### Phase à élimination directe

#### Tableau final
|  | Demi-finales              | Demi-finales              |              |    | Finale               | Finale               |
|  | Demi-finales              | Demi-finales              |              |    | Finale               | Finale               |
|  |                           |                           |              |    |                      |                      |
|  | 4 juillet, Risum-Lindholm | 4 juillet, Risum-Lindholm |              |    | 6 juillet, Flensburg | 6 juillet, Flensburg |
|  | 4 juillet, Risum-Lindholm | 4 juillet, Risum-Lindholm |              |    | 6 juillet, Flensburg | 6 juillet, Flensburg |
|  | Tyrol du Sud              | 5                         |              |    | 6 juillet, Flensburg | 6 juillet, Flensburg |
|  | Tyrol du Sud              | 5                         |              |    | 6 juillet, Flensburg | 6 juillet, Flensburg |
|  | Slovènes de Carinthie     | 1                         |              |    | 6 juillet, Flensburg | 6 juillet, Flensburg |
|  | Slovènes de Carinthie     | 1                         | Tyrol du Sud | 11 |                      |                      |
|  | 4 juillet, Flensburg      |                           | Tyrol du Sud | 11 |                      |                      |
|  |                           | Frise-du-Nord             | 1            |    |                      |                      |
|  | Danois d’Allemagne        | Frise-du-Nord             | 1            | 0  |                      |                      |
|  | Danois d’Allemagne        |                           |              | 0  |                      |                      |
|  | Frise-du-Nord             | 2                         |              |    |                      |                      |
|  | Frise-du-Nord             | 2                         | 3e place     |    |                      |                      |
|  |                           |                           |              |    |                      |                      |
|  | 5 juillet, Harrislee      |                           |              |    |                      |                      |
|  |                           |                           |              |    |                      |                      |
|  | Danois d’Allemagne        | 2 (3)                     |              |    |                      |                      |
|  | Danois d’Allemagne        | 2 (3)                     |              |    |                      |                      |
|  | Slovènes de Carinthie     | 2 (2)                     |              |    |                      |                      |
|  | Slovènes de Carinthie     | 2 (2)                     |              |    |                      |                      |

#### Demi-finale
| 4 juillet 2024 | Tyrol du Sud                                                                                 | 5 - 1 | Slovènes de Carinthie |  |  |
|                | Sonja Kiem 31e 44e · Eyke Kofler Margesin 45e · Alexandra Stockner 60e · Melanie Markart 66e |       | 33e Leonie Lackner    |  |  |
|                | (Rapport)                                                                                    |       |                       |  |  |

| 4 juillet 2024        | Danois d’Allemagne | 0 - 2 | Frise-du-Nord                                  |  |
|                       |                    |       | 28e Aileen Tobiesen · 41e Luca Sophie Andresen |  |
| Emma Marie Jensen 18e | (Rapport)          |       |                                                |  |

#### 3eplace
| 5 juillet 2024                                     | Danois d’Allemagne                      | 2 - 2                          | Slovènes de Carinthie              |  |  |
|                                                    | Emma Marie Jensen 35e · Leonie Hinz 53e |                                | 25e Leonie Lackner · 34e Julia Mak |  |  |
|                                                    | (Rapport)                               | 68e Lena Krautzer ·            |                                    |  |  |
| Emma Marie Jensen · Leonie Hinz · Kira N. Bouffier | Tirs au but 3 - 2                       | Lena Krautzer · Alissa Lamzari |                                    |  |  |

#### Finale
| 6 juillet 2024 | Tyrol du Sud | 11 - 1 | Frise-du-Nord          |                                                                                                 |                                                                                                 |
|                | Sonja Kiem 2e 73e 89e · Alexandra Stockner 19e 44e · Hannah Bielak 22e 45+3e 46e 52e 57e · Alexandra Gruber 80e |        | 39e Suna-Marie Lelonek | Spectateurs : 800 Arbitrage : Julie Alsbro Thomsen, Rami Ahmed, Jørgen Lauritzen, Nikolaï Ibsen | Spectateurs : 800 Arbitrage : Julie Alsbro Thomsen, Rami Ahmed, Jørgen Lauritzen, Nikolaï Ibsen |
|                | (Rapport) |        |                        | Spectateurs : 800 Arbitrage : Julie Alsbro Thomsen, Rami Ahmed, Jørgen Lauritzen, Nikolaï Ibsen | Spectateurs : 800 Arbitrage : Julie Alsbro Thomsen, Rami Ahmed, Jørgen Lauritzen, Nikolaï Ibsen |

| Champion Europeada féminin 2024 |
| ------------------------------- |
| Tyrol du Sud Deuxième titre     |

### Classement féminin par tour

#### Premier tour
| 4 juillet 2024 | Allemands du Danemark | 0 - 0                                           | Sorabes |  |  |
|                |                       |                                                 |         |  |  |
|                | (Rapport)             | 39e Johanna Wessela · 45e Vivien Sophie Fischer |         |  |  |

| 4 juillet 2024 | Ladins           | 1 - 1 | Allemands de Pologne |  |  |
|                | Chiara Lezuo 44e |       | 38e Oliwia Skiba     |  |  |
|                | (Rapport)        |       |                      |  |  |

| 4 juillet 2024 | Ligue romanche     | 1 - 1 | Sorabes                                  |  |  |
|                | Fiona Sutter 45+2e |       | 15e (csc) Prestbakmo Jinnegren Tuva Mari |  |  |
|                | (Rapport)          |       |                                          |  |  |

| 4 juillet 2024 | Allemands du Danemark                                                                 | 3 - 2               | Allemands de Pologne                    |  |  |
|                | Christiane Risager Frostrup 7e · Rikke Sylvest Botther 9e · Julia Raczynska 15e (csc) |                     | 4e Angelika Czmok · 31e Natalia Klyszcz |  |  |
|                | (Rapport)                                                                             | 14e Izabela Kuźniak |                                         |  |  |

| 4 juillet 2024 | Ladins                                       | 2 - 0 | Ligue romanche |  |
|                | Maria Anna Rabanser 23e · Clara Facchini 40e |       |                |  |
|                | (Rapport)                                    |       |                |  |

#### Deuxième tour
| 5 juillet 2024 | Sorabes                               | 2 - 2 | Allemands de Pologne       |  |  |
|                | Stella Pilz 10e · Johanna Wessela 44e |       | 22e 31e Zuzanna Stolarczyk |  |  |
|                | (Rapport)                             |       |                            |  |  |

| 5 juillet 2024 | Allemands du Danemark     | 1 - 3                  | Ladins                                                           |  |  |
|                | Rikke Sylvest Botther 34e |                        | 13e Alexandra Kritzinger · 16e Kristin Ploner · 36e Chiara Lezuo |  |  |
|                | (Rapport)                 | 17e Alma Breitenberger |                                                                  |  |  |

| 5 juillet 2024 | Ligue romanche                     | 1 - 0 | Allemands de Pologne |  |
|                | Prestbakmo Jinnegren Tuva Mari 35e |       |                      |  |
|                | (Rapport)                          |       |                      |  |

| 5 juillet 2024 | Sorabes   | 0 - 0 | Ladins |  |  |
|                |           |       |        |  |  |
|                | (Rapport) |       |        |  |  |

| 5 juillet 2024 | Allemands du Danemark                                         | 2 - 0 | Ligue romanche |  |
|                | Rikke Sylvest Botther 15e · Anne Cathrine Schoop Petersen 23e |       |                |  |
|                | (Rapport)                                                     |       |                |  |

## Statistiques, classements et buteurs

### Classement des buteurs
| 14 buts - MSH Norbert Kriska 9 buts - Nebojsa Popovic 7 buts - Francesco Costa 5 buts - Jonas Clementi - Leon Scholze - Zsolt-Valentin Hendre - Mark Makai - Nikola Nesic 4 buts - Nick Petersen - Tobias Zuth - Tanase Halep - Benedek Kása - Daniel Udvardi - Vukan Rakic - Mihailo Zekic - MSH Maté Isaszegi - MSH Robert Furar - S/T-R Eduard-Ioan Merka 3 buts - Pierre Stelmaszyk - AP Oskar Skrzyniarz - Erik Wegner - Luc Justen - Antonio Volino - Enrico Ruffo - AP Igor Buchta - AP Marcin Paszek - S/T-R Vlad-Ioan Daiana - AT Jan Formandl | 2 buts - Enzo Roig - Rudy Seghouane - Alex Pfitscher - Martin Ritsch - Jannik Drews - Henrik Moellgaard - Levi Balthasar Schulze - Karl Petrick - Christian Rinza - Straube - Lukas Larsen - Aaron Sinclair Adonaï - Noel Kurzbach - George Damasaru - Mihai Babageanu - Cornel Ciobanu - Dimiciu-Constantin Halep - Alessandro Crepaz - Massimo Lorenz - Campana Leonardo - Ferenc Cseke - David Smrtnik - Fabijan-Rio Igerc - CBR Rudy Nicolussi Neff - AP Dominik Budzik - AP Sebastian Siwek - AP Michal Orzeszyna - AP Jakub Pielok - BR Sebastian Budur - MSI Alessio Codromaz - CB Elijah Cernut - MSH Deniel Zima - MSH Daniel Poljak |

| 1 buts - Jordan Amiel - Paul Cantaloube - Hernandez Ronan - Paul Cantaloube - Thomas Piffrader - Oliver Rohrer - Michael Bacher - Dennis Nagler - Stefan Frotscher - Lasse Paulsen - Christoph Dethlefsen - Morten Hoefer - Marvin Bruhn - Nicolai Vosgerau - Steffen Eglseder - Elias Kurzbach - Lars Ole Puttins - Jesse Siemonsen - Lucas Lehmann - Emanuel Brühl - Patrick Wocko - Florian Schulisch - Claudiu Muntean - Catalin Stanescu - Matei Bumbu - Razvan Babu - Daniel-Christian Gheorghe - Dumitru Bangheorghe - Vasile Carabuz - Christian Jenegger - Gabriel Frenner - Mirko Demez - Matteo Lorenz - Marc Insam - Antonio Volino - Simone Lizzi - Davide Tosolini - Luca Vettoretto - Mattia Solari - Mattia Specogna - Andrea Osso-Armellino - Omar Clarini D'Angelo - Nagostinis Morris - Luca Lascala - Nicola Tonizzo - Botond-László Veress - Tihamér Kovács | - Robert Gergely - Géza Szabo - Nimrod-Norbert Toth - Atilla Muresan - Marton Fekete - Roland Crisan - Adam Szakszon - Maté Temesvari - Gian Sgier - Severin Bonolini - Theo Muus Meyer - Luca Michael - Dragan Dolic - Milos Mirosavljevic - Srdan Milovanovic - Marko Maksimovic - Marko Jeleck - CBR Nicola Baldessari - AP Robert Wolniewicz - AP Jakub Sewerin - AP Jakub Szczepanik - AP Milosz Cwielong - AP Mateusz Wawoczny - AP Konrad Pipia - S/T-R Andrei Catalin Hosu - S/T-R Eronim Hucea - S/T-R Radco-Denis Iabloncic - BR Roland Mario Tapanov - BR Marian Dragan Babuscov - MSI Mattia Gotter - MSI Martin Juren - MSI Denis Pitacco - CB Lorenz Rudolf Kerstinger - CB Marco Laubner - AT Lukas Marcelis - AT Simon Sticha - AT Lukas Marcelis - AT Nicolas Kubiš - AT Jakub Spurny - AT Josef Petrous - MSH Bence Isaszegi - MSH Maté Mészaros 1 but contre son camp (csc) - David Buceanu - Mathias Thomsen - CBR Nicola Baldessari - MSI Alessio Codromaz |

### Classement des buteuses
| 8 buts - Hannah Bielak 6 buts - Sonja Kiem - Alexandra Stockner 5 buts - Rikke Sylvest Bøtther 4 buts - Emma Marie Jensen - Suna-Marie Lelonek 3 buts - Stefanie Reiner - Lavinia Frenzel - Emma Ballay - Chiara Lezuo 2 buts - Jana Zipperle - Anna Katharina Peer - Eyke Kofler Margesin - Melanie Markart - Leonie Hinz - Alena Wieser - Samira Gratz - Julia Mak - Leonie Lackner - Aileen Tobiesen - Luca Sophie Andresen - Prestbakmo Jinnegren Tuva Mari - AP Natalia Klyszcz - AP Zuzanna Stolarczyk | 1 but - Alexandra Gruber - Celine Arthofer - Alissa Lamzari - Ilca Ruppertz - Mara Neumann - Fiona Sutter - Elena Deiß - Christiane Risager Frostrup - Anne Cathrine Schoop Petersen - Tamara Moroder - Carolina Chizzali - Maria Anna Rabanser - Clara Facchini - Kristin Ploner - Alexandra Kritzinger - Jorina Günther - Stella Pilz - Johanna Wessela - AP Angelika Czmok - AP Paulina Halko - AP Oliwia Skiba 1 but contre son camp (csc) - Fabiola Vincenz - Prestbakmo Jinnegren Tuva Mari - Joy Senoner - AP Julia Raczynska |